# Cupa României 2013/14
Der Cupa României wurde in der Saison 2013/14 zum 76. Mal ausgespielt. Im Endspiel siegte Astra Giurgiu gegen Steaua Bukarest mit 4:2 im Elfmeterschießen und qualifizierte sich dadurch für die UEFA Europa League 2014/15.

## Modus
Die Klubs der Liga 1 stiegen erst in der Runde der letzten 32 Mannschaften ein. Es wurde jeweils nur eine Partie ausgetragen, das Halbfinale wurde in Hin- und Rückspiel entschieden. Fand nur eine Partie statt und stand diese nach 90 Minuten unentschieden oder konnte in beiden Partien unter Berücksichtigung der Auswärtstorregel keine Entscheidung herbeigeführt werden, folgte eine Verlängerung von 30 Minuten. Falls danach noch immer keine Entscheidung gefallen war, wurde die Entscheidung im Elfmeterschießen herbeigeführt.

## Sechzehntelfinale
| Datum              |                       | Ergebnis  |                       |
| ------------------ | --------------------- | --------- | --------------------- |
| 24. September 2013 | FC Bihor Oradea       | 0:1       | ACS Poli Timișoara    |
|                    | FC Vaslui             | 1:0       | CSM Metalul Reșița    |
|                    | FCM Dorohoi           | 0:3       | FC Viitorul Constanța |
|                    | Corona Brașov         | 1:0       | SC Bacău              |
|                    | FC Chindia Târgoviște | 2:0       | AFC Săgeata Năvodari  |
|                    | Ripensia Timișoara    | 2:1       | Universitatea Cluj    |
|                    | Dinamo Bukarest       | 4:0       | Sănătatea Cluj        |
| 25. September 2013 | Pandurii Târgu Jiu    | 4:0       | Farul Constanța       |
|                    | Petrolistul Boldești  | 0:4       | Gaz Metan Mediaș      |
|                    | Gloria Buzău          | 0:2 n. V. | FC Botoșani           |
|                    | FC Brașov             | 3:1       | CFR Cluj              |
|                    | Universitatea Craiova | 0:1       | Petrolul Ploiești     |
| 26. September 2013 | Astra Giurgiu         | 4:1       | ACS Berceni           |
|                    | Oțelul Galați         | 6:2       | CS Concordia Chiajna  |
|                    | Rapid Bukarest        | 3:1       | Ceahlăul Piatra Neamț |
|                    | Steaua Bukarest       | 4:0       | Avântul Bârsana       |

## Achtelfinale
| Datum            |                    | Ergebnis |                       |
| ---------------- | ------------------ | -------- | --------------------- |
| 29. Oktober 2013 | Ripensia Timișoara | 0:3      | Pandurii Târgu Jiu    |
|                  | FC Vaslui          | 4:1      | FC Botoșani           |
|                  | Gaz Metan Mediaș   | 0:1      | Astra Giurgiu         |
| 30. Oktober 2013 | FC Brașov          | 0:1      | FC Viitorul Constanța |
|                  | Steaua Bukarest    | 2:0      | ACS Poli Timișoara    |
| 31. Oktober 2013 | Oțelul Galați      | 2:1      | Corona Brașov         |
|                  | Dinamo Bukarest    | 5:0      | FC Chindia Târgoviște |
|                  | Rapid Bukarest     | 0:2      | Petrolul Ploiești     |

## Viertelfinale
| Datum            |                       | Ergebnis  |                    |
| ---------------- | --------------------- | --------- | ------------------ |
| 3. Dezember 2013 | FC Viitorul Constanța | 0:3       | Astra Giurgiu      |
| 4. Dezember 2013 | Petrolul Ploiești     | 4:2 n. V. | FC Vaslui          |
|                  | Dinamo Bukarest       | 1:0       | Pandurii Târgu Jiu |
| 5. Dezember 2013 | Steaua Bukarest       | 2:0       | Oțelul Galați      |

## Halbfinale
| Datum                   |                   | Gesamt |                 | Hinspiel | Rückspiel |
| ----------------------- | ----------------- | ------ | --------------- | -------- | --------- |
| 26. März/16. April 2014 | Petrolul Ploiești | 1:2    | Astra Giurgiu   | 0:0      | 1:2       |
| 27. März/17. April 2014 | Steaua Bukarest   | 6:3    | Dinamo Bukarest | 5:2      | 1:1       |

## Finale
| Paarung         | Astra Giurgiu – Steaua Bukarest |
| Ergebnis        | 0:0, 4:2 i.E |
| Datum           | 23. Mai 2014 |
| Stadion         | Arena Națională, Bukarest |
| Zuschauer       | 48.201 |
| Schiedsrichter  | Ovidiu Hațegan (Arad) |
| Tore            | Elfmeterschießen: 1:0 Laban, 1:1 Keserü, 2:1 Júnior Maranhão, 3:1 Budescu, 3:2 Szukała, 4:2 Yazalde |
| Astra Giurgiu   | Silviu Lung Jr., Alexandru Mățel, Valerică Găman, Syam Ben Youssef, Júnior Maranhão, Vincent Laban, Seidu Yahaya (91. Marian Cristescu), Karim Yoda (106. William De Amorim), Constantin Budescu, Sadat Bukari (72. Denis Alibec), Yazalde Gomes Cheftrainer: Daniel Isăilă                         |
| Steaua Bukarest | Ciprian Tătărușanu, Daniel Georgievski (44. Claudiu Keșerü), Fernando Varela, Łukasz Szukała, Iasmin Latovlevici, Andrei Prepeliță (71. Cornel Râpă), Doru Pintilii, Adrian Popa (81. Federico Piovaccari), Lucian Sânmărtean, Cristian Tănase, Alexandru Chipciu Cheftrainer: Laurențiu Reghecampf |